# نصف مستوى أيمن (تحليل مركب)
في التحليل المركب، نصف المستوى الأيمن (بالإنجليزية: Right half-plane)‏ هو كافة النقاط الواقعة في المستوى المركب وجزءها الحقيقي موجب.
```

  

    

      

        
{

        
z

        
∈

        

          
C

        

        

        
:

        

        

          

            
Re

          

        

        
(

        
z

        
)

        
>

        
0

        
}

      

    

    
{\displaystyle \{z\in \mathbb {C} \quad :\quad {\mbox{Re}}(z)>0\}}

  

```